# العلاقات البريطانية المصرية
العلاقات البريطانية المصرية تشير إلى العلاقات الخارجية بين بريطانيا ومصر.

## الاحتلال البريطاني لمصر

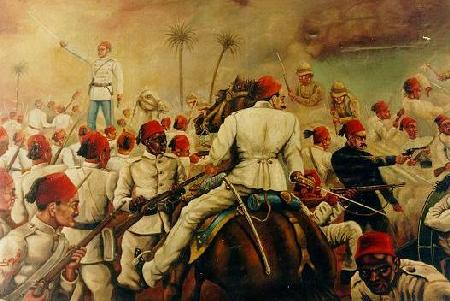
الانتداب البريطاني على مصر

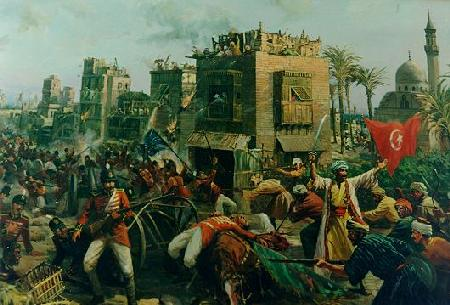
حملة فريزر 1807

- الانتداب البريطاني على مصر
- حملة فريزر

- قصف الإسكندرية
- معركة كفر الدوار
- معركة القصاصين
- معركة التل الكبير

## التاريخ

### تصريح 28 فبراير 1922
تصريح 28 فبراير أصدره اللورد إدموند اللنبي، ممثلاً لحكومة المملكة المتحدة لبريطانيا العظمى وأيرلندا في 28 فبراير 1922 منهياً الحماية البريطانية على مصر، التي كانت مفروضة منذ 1914، ومعلناً استقلال مصر.
- العلاقات المصرية البريطانية 1951-1954 (النص الكامل لكتاب من 250 صفحة)

### حريق القاهرة

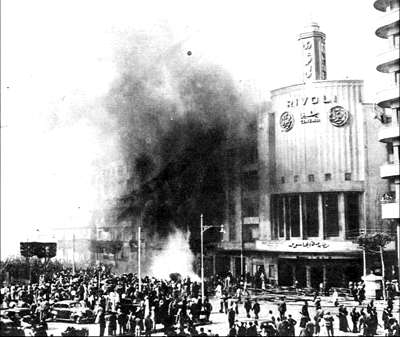
الحريق الذي اندلع في سينما ريفولي ضمن حريق القاهرة في 26 يناير 1952

من حرق القاهرة في 26 يناير 1952. والحلقة الأولى في تاريخ مصر العسكري: جميل الطلاوي: من حرق القاهرة في 26 يناير 1952 ؟
البحث عن اجابة لهذا السؤال ليس من قبيل الترف الفكرى أو التسلية التاريخية.. بل هو مرتبط أقوى ما يكون الرباط بما سبقه من أحداث وما أعقبه من أحداث.. والذين يظنون أن ما تعانيه مصر وشعبها من أزمات في الوقت الراهن مقطوع الصلة بهذه الحرائق انما هم مخطئون.. بل جاهلون ومغيبون.. ذلك أن حريق القاهرة في 26 يناير 1952 انما يمثل المشهد الافتتاحى في مسرحية حمراء تتابعت فصولها حتى اشتعلت الحرائق في كل مكان، إذ أنه بعد ستة أشهر من اندلاع الحريق.. سقطت الدولة المصرية بكاملها في 26 يوليو 1952. ودخلت مصر الناهضة كهف عميق أو سرداب طويل. ومكثت في الكهف سنين وسنين. حيث تم تجريدها من كافة منجزاتها الحضارية، سياسية واقتصادية واجتماعية وفنية. تلك المنجزات التي حققتها في كل المجالات بعد ثورة الشعب عام 1919. وكما في أي جريمة، لابد وأن نبحث دون خوف أو تردد عن المستفيد من وقوع تلك الجريمة. لقد كانت مصر أكبر الخاسرين. فمن هم الرابحون؟ وحيث أن أجيال مصر من الفتيان والفتيات قد أسقطت من ذاكرتهم وقائع الأحداث أو زيفت الأمور بحيث يمرون عليها مرور الكرام فلا تعنى لهم تلك الوقائع الكثير.. لذلك أرى من واجبى أن أستعرض هذه الوقائع التي اندفنت في صحراء التاريخ بعد أن أغلق الملف وقيدت الجريمة ضد مجهول. ماذا حدث؟
في 8 أكتوبر عام 1951، أعلن مصطفى النحاس باشا، رئيس وزراء مصر وزعيم الأمة، إلغاء اتفاقية عام 1936 مع بريطانيا من جانب واحد، وكذلك اتفاقيتى السودان اللتين أبرمتا عام 1899 وقد جاء ذلك ردا على مماطلة بريطانيا ازاء المطالب المصرية المشروعة، والتي كانت تتلخص في الجلاء: جلاء القوات البريطانية عن وادى النيل، ووحدة مصر والسودان تحت التاج المصري. كانت حكومة الوفد المنتخبة ديمقراطيا تتمتع بتأييد كاسح حين يكون الأمر متعلقا بالمسألة الوطنية المصرية. وكان أخطر ما في قرارات الحكومة المصرية قراران: القرار الأول يتعلق بسحب العمال والفنيين المصريين الذين يعملون في المعسكرات والقواعد البريطانية في منطقة قناة السويس. والقرار الثاني يتعلق بإطلاق الكفاح المسلح ضد القوات البريطانية حيث تشكلت كتائب من الفدائين المصريين من طلاب الجامعات وغيرهم. لم يطلق مصطفى النحاس باشا الجيش. لكنه أطلق الشعب. وفي 15 /10 /1951 أقر البرلمان المصري القوانين الخاصة بالغاء المعاهدة. وبدأت طلائع العمال المصريين في الانسحاب من المعسكرات البريطانية.
كانت الاستجابة لزعيم الأمة المصرية كاملة.. فقد كان يعمل بتلك المعسكرات 073 ,81 فنى وعامل. وقامت مصلحة العمل التابعة لوزارة الشئون الاجتماعية بتسجيل أسماءهم وتشغيلهم، وبلغ من تم تعيينهم بالوزارات المصرية المختلفة إجمالي 030 ,81 فنى وعامل.. طبقا لتقرير وزارة الشئون الاجتماعية في 4 فبراير 1952...وروعى في تعينهم صرف أجورهم منذ تركهم المعسكرات البريطانية وحتى استلامهم أعمالهم الجديدة.. بل وقامت الحكومة بنقلهم مجانا بالسكك الحديدية ومنحهم سلف نقدية حتى يتسلموا أجورهم من وظائفهم الجديدة... هذه الحقائق تثبت أن الدولة المصرية كانت مستعدة لتأمين هؤلاء العمال وعائلاتهم وتكشف عن الوجه الانسانى للحكومة المصرية القائمة في مصر آنذاك. وكان أن أصيبت القواعد البريطانية بالشلل التام ومنعت الحكومة المصرية تزويد القوات البريطانية بالمواد الغذائية مما تسبب في ارباك تلك القوات... من ناحية أخرى. اشتدت حركة الفدائيين المصريين في منطقة قناة السويس، وفي تقارير مراسل الإذاعة البريطانية السيد باتريك سميث إلى إذاعة BBC ما يدل على مدى شدة الكفاح المسلح المصرى حيث أورد بتاريخ أول يناير 1952 ما يلى: «بعد مطلع اليوم الأول من السنة الجديدة بدقائق، أطلق الارهابيون النار على مراكز الحراس البريطانيين وعلى حاملة بنادق مدرعة أثناء قيامها بدوريتها بالاسماعلية مستخدمين في ذلك بنادق وأسلحة أوتوماتيكية واستمر اطلاق النار لمدة ثلاث ساعات دون توقف» وبتاريخ 12 يناير 1952 : أعلن البلاغ البريطانى الليلة أن النشاط الارهابى في منطقة القنال قد ازداد لدرجة كبيرة هذا الصباح وذلك عندما وقعت ثلاث قوافل بريطانية في كمين في نقط ثلاث مختلفة على طول الطريق بين التل الكبير والإسماعيلية وتنضوى تحت هذا البلاغ الرسمي لحوادث اليوم قصة أعنف هجوم قام به الارهابيون ضد القوافل البريطانية حتى الآن. هذه نماذج اشتعال ثورة الغضب ضد بريطانيا، وكيف استجاب الشعب المصرى لملحمة الجهاد ضد القوات البريطانية وكيف كان الشعب يافعا وقويا ومستنفرا لبذل الدماء في سبيل القضية الوطنية المصرية. أصبحت بريطانيا في موقف صعب ولاحظ الليتنانت جنرال أرسكين أن الحالة البريطانية تنزلق إلى حافة خطرة. ورجا المصريين فترة هدوء بين الجانبين، ورد المصريون بعد بضع ساعات على اقتراح الجنرال أرسكين بأن أوقعوا دورية من البوليس الحربى البريطانى في الإسماعيلية في كمين وتسببوا في قتل ضابط وجرح ثلاثة جنود... وقد استمر خلال الاسبوع القاء القنابل وإطلاق الرصاص من القناصة على القطارات الحربية والدوريات والمنشآت مما أضطره إلى إعلان حظر التجول بمنطقة الإسماعيلية من غروب الشمس إلى شروقها... ثم ماذا حدث؟
في 4 يناير 1952، أقدم بلطجى مصرى يعمل بالمعسكرات البريطانية على احراق كنيسة السويس وبالتحقيق تبين أن هذا البلطجى من أصحاب السوابق الاجرامية. وكان وراء هذه الجريمة احداث فتنة طائفية داخل المجتمع المصرى ومحاولة يائسة من جانب بريطانيا لاحداث شرخ داخل الحركة الوطنية المصرية وطالب بعض الاقباط المصريين صاحب المعالى ابراهيم باشا فرج وزير الشئون القروية والبلديات الاستقالة من حكومة الوفد.. لكنه أمكن وأد الفتنة وكتب الاستاذ تادرس شنوده في جريدة النيل بتاريخ 14 ينلير 1952. مقالا قال فيه:.. فاننا نرى أن الاصبع الانجليزى قد بدأ يلعب فعلا ولسنا ندرى ان كان بعد هذه الحالة أو من قبلها فالله وحد أعلم «ثم يقول: نعم ان الإنجليز يهمهم جدا أن يروا عنصرى الأمة وقد افترقا فيسهل تمزيق الجميع وبذلك يطمئنون على أنهم باقون بدعوى حماية الأقليات.. ولكن أين الأقليات.. ولماذا يسمون الأقباط بأقليات.. ان الاقباط والمسلمين في وادى النيل مصريون أخوه في وطن واحد». لم يستقل إبراهيم فرج من الوزارة الوفدية المصرية وفشلت الفتنة.. وفشلت بريطانيا.. هذا الحادث له دلالة عميقة على ما يأتى من أحداث... اللجوء إلى الإرهاب لتحقيق أهداف سياسية.. ولو كان ثمن ذلك احراق كنيسة قبطية.. ثم ماذا حدث.. ؟ يروى الاستاذ أحمد عطية الله في «حوليات العالم المعاصر.. أحداث وخفايا وأسرار عام 1952 ما يلى: في 25 يناير عام 1952. تحركت عند الفجر قوات بريطانية ضخمة من معسكراتها في منطقة القناه واتجهت عند الفجر قوات بريطانية ضخمة من جنود المظلات تؤيدهم دبابات سنتوريون الثقيلة والمصفحات والجراررات، وبعد الفجر.. احكمت حصار سكنات بلوك النظام ودار المحافظة واحتلت سطوح المنازل المرتفعة المطلة على الطرق الرئيسية، وفي الساعة السادسة صباحا أرسل الجنرال أرسكين انذارا إلى وكيل المحافظة (على حلمى) وقائد البوليس (لواء أحمد رائف) طالبا أن تسلم قوات النظام (البالغ عددهم 800) أسلحتها على أن ترحل من المدينة في قطار أعدته القوات البريطانية لهذا الغرض، ورفض المسؤلون المصريون هذا الإنذار بناء على تعليمات وزير الداخلية (محمد فؤاد سراج الدين باشا) وهي تقضى بمقابلة القوة بالقوة، وتكرر الإنذار باستخدام الميكروفونات، وعلى الأثر نشبت معركة دامية بدأت بإطلاق إحدى الدبابات قذائفها من عيار 22 رطلا وقاوم جنود النظام حتى نفذت ذخيرتهم بعد 6 ساعات، فأعلنوا الاستسلام وقد أستشهد منهم في المعركة 64 ضابطا وجنديا (وفي الرواية الإنجليزية 36) وأسرت بقية القوة. وفي الوقت نفسه قامت القوات المعتدية بهدم واحراق مبنى المحافظة كما سلبوا خزائنها وفتحوا أبواب السجن للمحبوسين فيه. وقرر أيضا أنه:» عقد اجتماع مفاجئ لمجلس الوزراء برياسة مصطفى النحاس باشا بعد أن تلقى وزير الداخلية أنباء الإنذار وأصدر أوامره بمقابلة القوة بالقوة، واستمر الاجتماع 5 ساعات عرضت خلاله آراء مختلفة لمواجهة الموقف، واعتبرت الجلسة مستمرة إلى الغد.. واعلنت حالة الطوارئ في القاهرة.. كذلك صدرت الأوامر إلى وحدات من الاسطول البريطانى المرابط بجزيرة مالطا بالتحرك إلى شرق البحر الأبيض وشملت هذه الوحدات: طرادان و7 مدمرات وسفينة بث الغام كما نقل لواء المظلات من قبرص إلى منطقة القناة وفي الساعة السابعة مساء أخذت جماعات من الشباب بالقاهرة تطالب بالقيام بمظاهرة كبرى ضد الإنجليز والانتقام لمجزرة الإسماعيلية. هكذا ترى أن بريطانيا قد تصرفت كالأسد الجريح، إذ حشدت في مواجهة قوات بوليس مدنية مسلحة بالبنادق. دبابات سنتوريون وطلبت منهم الاستسلام والرحيل.. ماذا أرادت بريطانيا بهذه الحملة العسكرية؟ أرادت كسر شوكة المقاومة المصرية والإرادة المصرية في تحديها لبريطانيا.. أراد جنرال أرسكين أن يستعيد هيبة الجيش الانجليزى بعد أن أمطرته المقاومة بالرصاص.. ورغم أن المعركة كانت غير متكافئة. قوات شرطة في مواجهة جيش عسكرى نظامى. إلا أن وزير الداخلية المصري، محمد فؤاد سراج الدين باشا، أمر قوات البوليس بالمقاومة، لآخر شهيد أو آخر رصاصة. ولم تنكسر الإرادة المصرية ولم ترحل القوات تحت التهديد. لقد كانت المعركة صراع ارادات وأثبتت الإرادة الثورية المصرية أنها صلبة بما فيه الكفاية وقبلت التحدى. وفشلت بريطانيا في كسر الإرادة المصرية كما فشلت في احداث شرخ طائفى في الحركة الوطنية. هذه العملية البريطانية جاءت بالتنسيق مع الولايات المتحدة الأمريكية حيث أبلغ السيد أنتوني إيدن، وزير خارجية بريطانيا السيد هولمز الوزير الأمريكي المفوض في 24 يناير 1952 بنية بريطانيا نزع سلاح قوات البوليس المصرى في الإسماعيلية في 25 يناير 1952 وتحريكها لقطع الاسطول البريطانى لمواجهة رد فعل حكومة الوفد المصرية بما قد يعرض حياة الأجانب للخطر. كذلك أبلغ سفير بريطانيا في مصر سير رالف ستيفنسون ضرورة تحذير الملك فاروق من اتخاذ اجراءات قد تعرض حياة الأجانب للخطر. وطلب السيد إيدن دعم أمريكا للخطوة البريطانية. وخفضت القوات البريطانية الوقت اللازم لتنفيذ الخطة Rodeo اللازمة لإعادة احتلال القاهرة والإسكندرية من 72 ساعة إلى 48 ساعة فقط.
إذن، علمت الولايات المتحدة الأمريكية بالخطة البريطانية قبل تنفيذها بيوم كامل. وسكتت عليها حيث كان هدفا مشتركا لكليهما الإطاحة بحكومة الوفد المصرية. وقد استحقت حكومة الوفد المصرية غضب الولايات المتحدة الأمريكية لموقفين اتخذتهما حكومة مصر تأكيدا على استقلالية القرار السياسى المصرى في مواجهة الطلبات الإمبراطورية الأمريكية. الموقف الأول حدث خلال حرب كوريا. ففي 25 يونيو 1950، نشبت الحرب الكورية وأرادت أمريكا شن الحرب ضد كوريا الشمالية تحت غطاء الأمم المتحدة (كما تفعل الآن) وكان الموقف المصرى صارما في رفض مشاركة قوات مصرية في حرب لم تكن لمصر فيها ناقة ولا جمل. أما الموقف الآخر الذي لم تغفره أمريكا وبريطانيا لحكومة مصر فكان رفضها القاطع أيضا المشاركة في في مشروع الدفاع المشترك عن الشرق الأوسط الذي أعدته أمريكا وبريطانيا وفرنسا وتركيا. كان هذا المشروع في مواجهة الاتحاد السوفيتى ولم تقبل مصر دخول حلبة الصراع بين القوى العظمى حينذاك. لهذه الاسباب، كانت الحكومة المصرية تتمتع بكراهية الحكومة البريطانية والإدارة الأمريكية والتي دأبت على وصفها بالمتطرفة... وحيث أن الحكومة الإسرائيلية حليفة إستراتيجية لأمريكا فقد كان الوفد هدفا مشتركا لكل الأطراف الثلاث. ثم ماذا حدث؟
كان الملك فاروق قد دعى كبار ضباط القوات المسلحة والبوليس لمأدبة غداء تقام بقصر عابدين يوم 26 يناير 1952 ابتهاجا بمولد ولى العهد، الأمير أحمد فؤاد، وهو الحفل الذي وجه فيه فاروق الأول خطابا جاء فيه: «.. ان البلاد تجتاز مرحلة دقيقة، وقد تمر بها مرحلة أشد وأقسى، فليذكر كل فرد منكم هذه الحقيقة ليكون مستعدا لأداء واجبه عندما يدعى له...». كانت الدعوة لهذه المأدبة الملكية معلومة للجميع، ومعلوم بالضرورة تاريخ انعقادها وتوقيت تناول الغداء.. هذا ما تقضى به قواعد البرتوكول الملكى المصرى. هذه نقطة أعود إليها لاحقا في مجال البحث عمن حرق القاهرة في 26 يناير 1952 لكننى أترك وصف ماجرى للأستاذ أحمد عطية الله في حولياته عن عام 1952، إذ كتب يصف الأحداث وتوقيت حدوثها بدقة قد تفيدنا في بحثنا.
الساعة 7 صباحا: تحركت قوات من بلوك النظام بالعباسية تضم 300 جنديا واتجهت إلى قلب المدينة وانتهت إلى جامعة فؤاد الأول بالجيزة حيث كانت هناك تجمعات للطلبة وغيرهم تقدر بنحو ألفى متظاهر.
الساعة 8 صباحا: سارت مظاهرة تضم الطلبة وجنود بلوك النظام وغيرهم من الجيزة إلى مبنى رئاسة مجلس الوزراء الواقع أمام البرلمان وهي تهتف مطالبة بالسلاح للانتقام لمجزرة الإسماعيلية وعلى شرفة المجلس ظهر وزير الشئون الاجتماعية، عبد الفتاح حسن باشا، نيابة عن مصطفى النحاس باشا ألقى خطابا طويلا كما أجرى مناقشة مع المتظاهرين. وتلا ذلك قيام مظاهرات أخرى سارت إلى ميدان لاظوغلى وميدان عابدين وانتهت إلى ميدان الأوبرا.
الساعة 30 ,11 صباحا: هاجم جمهور ثائر ملهى بديعة بميدان الأوبرا. الساعة 45, 11 صباحا: اشتعلت النار بملهى بديعة، وعلى الفور ظهر رجال المطافى ولكنهم عجزوا عن إنقاذ المبنى، كما ظهر عدد من رجال البوليس ولكنه لم يتدخل.
الساعة 30, 12 ظهرا: قامت قوات من البوليس بمطاردة المتجمهرين وأطلقت النار بقصد الإرهاب.. ثم توالت الأحداث على النحو التالي: اشتعال النار بسينما ريفولى، واشتعال النار بعدد من متاجر شارع فؤاد (شارع 26 يوليو حاليا) من بينها مبنى شيكوريل. اشتعال النار بسنيما مترو، ثم في النادى الانجليزى «الترف كلوب» بشارع عبد الخالق ثروت حيث لقى عدد من الموجودين حتفهم. اشتعال النار في عدد من المقاهى والكباريهات والبارات بشارع ألفى وميدان التوفيقية، ثم امتدت النار إلى شارع الملكة فريدة (العتبة) وسليمان باشا وميدان سليمان باشا (طلعت حرب حاليا) حيث احترق محل جروبي، ثم امتدت النيران إلى شارع قصر النيل حيث احترق بنك باركليز ومحل روبرت هيوز وغيره.
الساعة 30, 2 ظهرا: احترق فندق شبرد. الساعة 45, 2 بعد الظهر: القائد العام، حيدر باشا، يخطر رئيس الأركان (عثمان المهدى باشا) بالموافقة على تدخل الجيش.
الساعة 3,00 : قطعت قوات من البوليس جميع الطرق المؤدية إلى مبنى السفارة البريطانية بقصر الدوبارة ومنعت وصول المتظاهرين إليها، وتوالت حوادث الحريق.
الساعة 5,00 مساء: بدأ ظهور أولى وحدات من الجيش للتجمع في حديقة الأزبكية قادمة من معسكراتها وتوالى نزولها، وفي الوقت نفسه منع البوليس مظاهرة من عبور كبرى بولاق في طريقها إلى السفارة السوفيتية.
الساعة 00, 6 مساء: ما زال مجلس الوزراء منعقدا بينما أستمرت عمليات الحريق والتخريب وماصحبها من سلب ونهب إلى نحو الساعة 11 مساء.
الساعة 11:00 مساء: بدأ الجيش يسيطر على الموقف أعلنت الأحكام العرفية في جميع أنحاء البلاد، وعين النحاس باشا حاكما عسكريا ومنع التجول في القاهرة وضواحيها والجيزة من الساعة 6 مساء إلى 6 صباحا. كما صدر قرار بتعطيل الدراسة في الجامعات والمعاهد والمدارس إلى أجل غير مسمى. وجه النحاس باشا نداء إلى الشعب يطالبه بالتزام الهدوء.
27 يناير 1952 :
- صدر أمر ملكى باعفاء وزارة النحاس باشا جاء فيه «.. ولقد أسفنا أشد الأسف لما أصيبت به العاصمة من اضطرابات نتجت عنها خسائر في الأرواح والأموال. وسارت الأمور سيرا يدل على أن جهد الوزارة التي ترأسوها قد قصر عن حفظ الأمن والنظام، لذلك رأينا اعفاءكم من منصبكم وأصدرنا أمرنا هذا لمقامكم الرفيع شاكرين لكم ولحضرات زملائكم ما قمتم به مدة اضطلاعكم بأعباء الحكم»
- صدر أمر ملكى بتكليف حضره صاحب المقام الرفيع على ماهر باشا بتشكيل الوزارة الجديدة...
- سارت مظاهرات كبيرة في بغداد ودمشق وبيروت احتجاجا على جرائم الإنجليز في الإسماعيلية.
- قدرت خسائر 26 يناير في القاهرة بما قيمته 23 مليون جنيه مصرى وقد جرى احتراق 400 مبنى كما فقد نحو 12 ألفا مصادر أرزاقهم. ولقى نحو 60 حتفهم من بينهم 9 من البريطانيين (هذا التقرير تم في تاريخ متأخر). انتهى كلام الاستاذ أحمد عطية الله في حولياته "

والآن دعونا نمعن النظر في تلك الأحداث لعلنا نمسك بتلابيب المتآمرين:
1- ثابت من هذا الوصف التفصيلى للأحداث أن مظاهرات الطلبة وعساكر البوليس في مسيرتها من الجيزة إلى رئاسة مجلس الوزراء كانت بعيدة تماما عن بؤرة الأحداث التي تركزت بصفة رئيسية بمنطقة وسط القاهرة، ومن ثم يمكننا استبعاد مشاركة هؤلاء في احداث هذه الحرائق.. لقد كان عساكر البوليس ثائرين لما حل بزملائهم بالإسماعيلية، وكذلك كان الطلاب وغيرهم من الغيورين المطالبين بالثأر من بريطانيا.. وانتهت مسيرتهم إلى رئاسة مجلس الوزراء حيث خطب فيهم عبد الفتاح حسن باشا وهكذا فقدت هذه المظاهرة الغاضبة ما كان يعتمل بنفوس أفرادها من بخار.. ولم يسبق للحركة الطلابية المصرية في مسيرتها المناهضة للاحتلال البريطانى أن مارست التخريب واشعال الحرائق كما حدث في ذلك اليوم.
2- من ناحية أخرى، وفي ضوء التقرير الذي أعد بواسطة الحكومة المصرية، فقد تم احتراق 400 مبنى ولقى نحو 60 حتفهم من بينهم 9 من البريطانيين المدنيين غالبا ممن كانوا بالترف كلوب... ألا يعنى هذا أن الذين قاموا باحراق القاهرة كونوا فريقا منظما ومجهزا بالمواد اللازمة لاشعال الحرائق على هذا النحو الواسع.. وسواء كانت المواد التي استخدمت لاستعمال الحرائق سائله أم صلبة، فان قدرا هائلا ولابد وأن يكون في حيازة الفاعلين من هذه المواد وتم تجهيزهم بها بوقت كاف وتم تخزينها بأماكن سرية استعدادا للهجوم في الوقت المناسب... ثم لابد وأن يكون في حيازة الفاعلين كذلك وسائل مواصلات لنقل هذه المواد القابلة للاشتعال من مخابئها السرية إلى الأهداف المنتقاة بحذر شديد وبدقة متناهية. وكلها معطيات منطقية ان دلت على شيء فانما تدل على أن المتآمرين أعدوا لهذا اليوم عدته وقرروا التنفيذ في وقت مناسب وفي فترة زمنية محدودة حتى تتحقق أهدافهم... 3- أما عن توقيت الهجوم، فلم يكن هناك أو هنا وقت أنسب من ظهيرة يوم 26 يناير 1952 للأسباب الآتية:
أ‌- هذا هو التوقيت المعلوم سلفا حيث يقيم الملك فاروق حفل غداء بقصر عابدين لكبار الضباط من الجيش والبوليس ابتهاجا بمولد ولى العهد مما يعنى أن النخبة من القادة العسكريين كانوا بعيدين عن أماكن عملهم ومجتمعين على مأدبة غداء ملكية ومن ثم يتعذر عليهم مواجهة الموقف حينما تبدأ الحرائق في الاشتعال. هكذا اختار الفاعلون توقيتا شيطانيا. ولم يكن هناك من يوم أنسب من يوم 26 يناير 1952 موعدا لتنفيذ مؤامراتهم.. إذ أنه اليوم التالي مباشرة للمجزرة التي ارتكبتها القوات البريطانية في مدينة الإسماعيلية وتوقع حالة الغضب التي كان مؤكدا أن تشعر بها جماهير الشعب المصرى. طلاب وعساكر بوليس وغيرهم.. وحيث أن خطة المتآمرين كانت تقتضى التجهيز والتعبئة واتخاذ موقف الاستعداد للتنفيذ حينما تجئ الإشارة فلا سبيل لنا إلا أن نستنبط أن عقلا مركزيا مخططا كان وراء هذا العمل الارهابى الضخم. وهذا يقتضى أيضا التسليم بفكرة أن المتآمرين وقيادتهم كانت على علم مسبق بأحداث 25 يناير ومن ثم أعداد العدة للتنفيذ في اليوم التالي مباشرة لأسباب في تقديرى متعددة:
1- الصاق التهمة ببريطانيا كرد فعل طبيعى وفطرى من جانب الغاضبين الثائرين من المصريين.
2- الصاق التهمة بالسراى والملك فاروق شخصيا تحت غطاء أن الملك دعا هذه القيادات العسكرية للتمكين للمتآمرين من تنفيذ خطتهم الارهابية ويأتى ذلك في اطار رغبة السراى في التخلص من حكومة الوفد برئاسة مصطفى النحاس باشا وهو مايقول به الدكتور محمد أنيس في كتابه «حريق القاهرة» الذي نشرته المؤسسة العربية للدراسات والنشر عام 1972 وهذا أبعد ما يكون عن المنطقية الاستنباطية للاحداث كما سنعرض له في حينه... وإذا نظرنا في طبيعة الأهداف المنتقاة وكذلك تسلسل الأحداث وسرعة انتشارها يمكننا ادراك أهداف المتآمرين في سعيهم لتقويض الثورة المصرية التي كانت منطلقة كالقطار بقيادة مصطفى النحاس باشا... بدأ الحريق بملهى بديعة بميدان الأوبرا وحيث أنه ملهى ليلي ينصرف من فيه في ساعة متأخرة من الليل، فانه يشكل هدفا سهلا حيث أن الحراس إن وجدوا نائمون الساعة 30و11 صباحا وفي ذلك إشارة تضليليه من جانب المتآمرين. حيث أن أماكن اللهو لم تكن لتحظى برضاء المسلمين المتدينين ومن ثم يمكن الظن بأن حريق ملهى بديعة من فعل المتشددين الإسلاميين الغاضبين.. وكان طبيعيا أن يتجمهر الناس بدافع الفضول حول مكان الحريق فيمكن استنتاج أن مظاهرات شعبية غاضبة هي التي قامت باحداث الحريق... ثم يشتعل الحريق بسنيما ريفولى على مسافة بعيدة نسبيا دلالة على استخدام المتآمرين سيارات تم اعدادها لهذا الغرض وبها المواد المشتعلة الجاهزة للإلقاء والتفجير. لكن الذي له دلالته امتداد الحرائق إلى متاجر مشهورة بشارع فؤاد يملكها أثرياء يهود مصريين. وأبرزها محل شيكوريل. ثم يندفع الحريق بسنيما مترو بشارع شريف. ويتطور الأمر إلى ميدان طلعت حرب حيث تم احراق محل جروبي. ثم يمتد إلى شارع قصر النيل حيث تم احراق مبنى بنك باركليز وفي الساعة 30و2 ظهرا يتم احراق فندق شبرد على النيل. مامعنى هذا؟ معناه أن الأهداف المنتقاة بعناية كانت أهداف مملوكة لأثرياء يهود مصريين وبارات ومقاهى يملكها ويديرها غالبا أجانب.. ثم بنك باركليز وهو من البنوك اليهودية التي استمرت ردحا من الزمان في الحياة الاقتصادية المصرية.. وينتهى المطاف بفندق شبرد الذي يرتاده عادة الاجانب من السائحين الغربيين ويعتبر هدفا بارزا أيضا احراق «الترف كلوب» الذي يرتاده الرعايا البريطانيون. هكذا ترى أن الخطة الجهنمية استهدفت بالاساس مؤسسات يملكها يهود ومنشآت سياحية يرتادها أجانب مثل محل جروبي وفندق شبرد. ولم تستهدف الحرائق مؤسسات يملكها مصريون مثل بنك مصر أو أي من شركاته ولم تستهدف حى باب الشعرية ولا حي الحسين ولا الجمالية... مما يستدعى انتباهنا إلى أن أهداف المتآمرين كانت سياسيه محضة وتصوير الأمور كأن الذين نفذوا هذه المؤامرة انما هم وطنيون مصريون في محاولة لأتهام الحركة الوطنية المصرية بالإرهاب.. ولعل أبرز الأهداف التي تم احراقها مبنى «الترف كلوب» الانجليزى حيث لقى عدد من البريطانيين حتفهم.. أيضا لتضليل الأنظار عن هوية الفاعلين.. فالقتلى بريطانيين... فمن عساهم أن يكونوا الفاعلين.. ؟ معلوم لدينا مدى حساسية الامريكان لأرواح الأجانب وأموالهم أن يصيبها مكروه وكذلك اليهود ومايملكون ونعلم من التاريخ أن الذريعة التي اتخذتها بريطانيا لأحتلال مصر عسكريا عام 1882 كانت حماية الأقليات الأجنبية حيث طعن صاحب حمار مصرى بالإسكندرية مالطيا بريطانيا لمماطلة الأخير في سداد أجرة الحمار.. هنا حشدت الأساطيل البحرية البريطانية لتدمير مدينة الإسكندرية واحتلال مصر كلها. وفي تقديرى، أن خطة حريق القاهرة إنما هي خطة أمريكية إسرائيلية قصد بها تحقيق أهداف محددة:
1- الإطاحة بحكومة الوفد المصرية برئاسة مصطفى النحاس باشا التي طالما وصمتها الإدارة الأمريكية بالتطرف الوطنى تارة وبالإرهاب تارة أخرى كما لاحقتها بتهم الفساد وحرصها على استمرار نظام الإقطاع الزراعى في مصر حيث أن كبار ملاك الأراضي الزراعية كانوا أعضاء بارزين بحزب الوفد. وتحدثت أمريكا الرأسمالية كثيرا عن الإصلاح الزراعى في مصر وفي لقاء الملك فاروق (ملك مصر والسودان) مع هارى ترومان رئيس الولايات المتحدة الأمريكية، حدثه عن ضرورة الإصلاح الزراعي في مصر، مما يتعجب له المرء كما لو أن هارى ترومان الرأسمالى أصبح بين ليلة وضحاها اشتراكيا ثائرا ومهتما بعملية الإصلاح الزراعى المصري. ولم تسلم حكومة الوفد من اتهامها بالفساد بواسطة الأمريكان وأصدقائهم بالصحافة المصرية (صحافة أخبار اليوم). وهي التهمة التي ستلاحق حزب الوفد وكافة الأحزاب المصرية في مرحلة لاحقة. وقد تحقق هدف أمريكا وإسرائيل حيث أقيلت حكومة الوفد بنهاية يوم 27 يناير وقد مورست ضغوط أمريكية هائلة على الملك فاروق للخلاص من حكومة الوفد حيث أتهمتها بالتقصير الأمنى في حماية أرواح وممتلكات الأجانب بمصر. وضغطت على الملك فاروق من أجل استقدام الجيش المصرى إلى مواقع قريبة من قلب العاصمة وكانت حجتها بالطبع سرعة التدخل لحماية المصالح الأجنبية والرعايا الأجانب. وهو الأمر الذي جعل من إمكانية احداث انقلاب عسكرى يقوده ضباط جيش تابعيين لمخططات وكالة المخابرات المركزية الأمريكية (CIA) ممكنا. أما عن الهدف الإسرائيلي فقد كان حريق القاهرة مثالا واضحا في ترويع اليهود المصريين ومن ثم دفعهم إلى الهجرة بأموالهم وانفسهم إلى دولة إسرائيل حديثة الولادة والتي كانت في أمس الحاجة للتدعيم البشرى ولم يكن بغير الترويع ممكنا للحركة الصهيونية دفع هؤلاء اليهود المصريين الآمنيين بالمجتمع المصرى إلى الهجرة إلى إسرائيل، أرض الميعاد، وقد كانت الطائفة اليهودية تنعم في مصر بالثراء والاستقرار. بعد حريق القاهرة لم يعد هذا ممكنا.
3- لكن الهدف الأبرز للتحالف الصهيونى الأمريكي كان تقويض الثورة المصرية واضعاف الأمة المصرية وانهاكها حتى يستكمل الوحش الصهيونى الساكن بأرض فلسطين قواه في مرحلة لاحقة تكون بعدها عملية غزو مصر واستعمار سيناء ممكنة التنفيذ من الناحية العملية. ومن المدهش حقا، أن أكثر من تناولوا بالتحليل هذه الحقبة من تاريخ مصر لايشيرون من قريب أو بعيد للبعد الإسرائيلي في الأحداث التي استهدفت مصر في المسرحية الحمراء التي كان حريق القاهرة مشهدها الافتتاحي. وأبرز هؤلاء هو السيد محمد حسنين هيكل الصحفى المصرى اللامع، والحائز على جائزة الملك فاروق وجائزة جمال عبد الناصر في الصحافة. وفي أحاديثه التليفزيونية على قناة الجزيرة الفضائية، لم يشر مطلقا لأى بعد إسرائيلي في أحداث عام 1952. رغم أن التحالف الاستراتيجى الأمريكي الصهيونى معلن منذ نهاية الحرب العالمية الثانية وتعاون الموساد الإسرائيلي ووكالة المخابرات المركزية (CIA) قائم على قدم وساق منذ أمد بعيد.. فكيف تكون الخطة الاستعمارية الأمريكية بمعزل عن اجتهادات السيد دافيد بن جوريون أول رئيس وزراء لدولة إسرائيل.. ؟... من ناحية أخرى، فان أدبيات الاستعمار الأمريكي والاستعمار السوفيتى والاستعمار الاستيطانى اليهودى مليئة بفكرة الحريق أو الحرائق التي يمكن احداثها في بلد ما وما يعقبه ذلك من اشاعة عدم الاستقرار وفقدان ثقة الجماهير في نظامهم الحاكم وحبذا لو اقترن ذلك باشاعة تهم الفساد والرشوة والمحسوبية وتضخيم مدى الظلم الاجتماعى الذي يحيق بالطبقات الفقيرة.. وهكذا يأخذ المخطط أبعادا ماركسية لينينية (ولا يكون مستغربا قيام السيد هنرى كوريل اليهودى المصرى بتأسيس حزب العمال المصرى، وكان حزبا شيوعيا ماركسيا، بالدفاع عن حقوق الطبقة العاملة في مصر من عمال وفلاحين.. وكانت سقطة الحزب الشيوعى المصرى تأييده لقيام دولة إسرائيل ولم يكن ذلك أيضا مستغربا إذا ماعلمنا مدى تغلغل النفوذ الصهيونى في الحركة البلشفية الثورية الروسية واقدام روسيا السوفيتية على الاعتراف بدولة إسرائيل الوليدة وقد امتازت على الولايات المتحدة الأمريكية بفضل السبق في هذا الاعتراف الدولى...) اذن فكرة الحريق فكرة قديمة في الأدبيات الاستعمارية وكان حريق القاهرة مخطاطا تخطيطا محبكا بحيث لايترك الآثمون ورائهم من دليل مادى يدينهم في محاكمة عادلة.
كل هذه الفوائد تدفعنا إلى الاعتقاد أن حريق القاهرة لم يكن عشوائيا بل كان مخططا تخطيطا دقيقا من قبل أجهزة الاستخبارات الأمريكية والإسرائيلية.. لكن من هم الفاعلون.. ؟ لا يمكن لنا الا الجزم بأن الفاعلون قد انخرطوا في تنظيم سرى عسكرى جرى تجنيد كوادره داخل مؤسسة عسكرية مصرية بحيث يصعب اكتشافه من جانب أجهزة الدولة البوليسية.. ولابد أن قيادة هذا التنظيم بيد ضابط كبير على علاقة سرية بأجهزة المخابرات الأمريكية والإسرائيلية، المستفيد الأكبر من حريق القاهرة بحيث يمكن تغذيته بالمعلومات والأموال اللازمة لتنفيذ هذا المخطط الارهابى والاجرامى في التوقيت الذي تحدده أجهزة المخابرات تلك... لكن.. ماهو الغطاء العملى الذي يمكن في ظله تجنيد كوادر عسكرية مصرية تستطيع المساهمة في هذا العمل التدميرى.. ؟ لابد أن يتشح هذا التنظيم السرى برداء من الوطنية المصرية وهناك سابقة عسكرية مصرية بارزة حدثت خلال الحرب العالمية الثانية.. فحينما اقتربت جيوش الجنرال روميل من منطقة العلمين بالصحراء الليبية وبات واضحا للجميع أن قوات البانزر الألمانية على وشك تسديد ضربه قاسمة للجيوش البريطانية وفي ظل التعاطف الشعبي المصرى مع المد الالمانى ضد الإمبراطورية البريطانية، انطلق ضابط كبير بالجيش المصرى، هو عزيز المصري، تحت جنح الظلام في طائره في اتجاه منطقة العلمين، في محاولة جريئة للالتقاء بالجنرال الالمانى روميل، لبحث إمكانية التنسيق مع القوات الألمانية لدحر القوات البريطانية المحتلة.. وقد فشلت المحاولة بسقوط الطائرة قبل أن يصل عزيز المصرى إلى هدفه.. هذه الحادثة تثبت أن بالجيش المصرى آنذاك عناصر عسكرية أرادت عقد اتفاق ما مع الالمان من خلف ظهر الحكومة المصرية، الحكومة الشرعية للبلاد، وقد تزايد هذا العمل السرى داخل القوات المسلحة المصرية بعد نكبة فلسطين عام 1948 وأدى هذا إلى نشأة تنظيم الضباط الأحرار وهو التنظيم الذي تزعمه البكباشى جمال الناصر وقام بتجنيد كوادره عقب حرب فلسطين، وفي ظل الزعم بأن الملك فاروق زج بالجيش في معركة لم يكن مستعدا لها وطغيان فتنة الاسلحة الفاسدة التي روج لها أعضاء هذا التنظيم واتخاذها شماعة علق عليها الفشل العسكرى في الحملة على فلسطين.. كل هذه المزاعم الوهمية مكنت لقائد التنظيم السرى تجنيد كوادر عسكرية مصرية مناهضة للملك والاحزاب من ناحية.. ومرتبطة بالمخابرات الأمريكية بصفة أساسية.. وقد اعترف مؤخرا السيد / خالد محيى الدين، أحد أبرز عناصر التنظيم في لقاء خاص على قناة الجزيرة الفضائية، بأن اجتماعا سريا ضم البكباشى جمال عبد الناصر والصاغ صلاح سالم والصاغ عبد الحكيم عامر والصاغ على صبري والصاغ خالد محيى الدين مع السفير الأمريكي في مصر، المستر جون كافرى، بمنزل السفير قبل انقلاب 23 يوليو 1952. وأخبرنا في حديثه التاريخي أن السفير الأمريكي كافري كان ناقما على النظام البرلماني الدستوري في مصر واستهدف على وجه الخصوص حزب الوفد بزعامة مصطفى النحاس باشا حيث وصف الحزب بالتطرف والفساد. وألقى على الضباط الشبان المجتمعين معه درسا في التثقيف السياسى حيث لقنهم أن ما تحتاجه مصر انما هي ديكتاتورية عسكرية تكنس الرموز السياسية المصرية الفاسدة (حسب تقديره).. وهو ما تمخضت عنه الأحداث فعلا بانقلاب 23 يوليو 1952.. هذا الاعتراف العلنى من جانب خالد محى الدين، بصفته من أبرز أعضاء التنظيم السرى بقيادة جمال عبد الناصر، والمعروف بميوله اليسارية وزعيم حزب التجمع اليسارى في مصر لفترة طويلة، هذا الاعتراف يعتبر في تقديرى شهادة تاريخية تأتى بعد أكثر من نصف قرن على الاحداث التي عاصرتها مصر عام 1952. فهل كان التنظيم السرى للضباط «الأحرار» وراء حريق القاهرة في 26 يناير عام 1952..؟ هذا سؤال أطرحه على الباحثين والمؤرخين المنصفين لإعادة النظر في حريق القاهرة 1952 باعتباره، كما أسلفت، المشهد الافتتاحى للمسرحية الحمراء التي ظهر على أرض مسرحها كل هؤلاء يوم 23 يوليو 1952.
وإذا أمعنا النظر في الساحة السياسية المصرية صباح 26 يناير 1952، لا نجد من تنظيمات معلنة سوى حزب مصر الفتاه وكان حزبا اشتراكيا تزعمه / أحمد حسين واتخذ من حركة الاشتراكية الوطنية النازية اطارا لفكرة الحزبى واتهمه البعض حينذاك بأنه المحرض على حريق القاهرة وأن حريق الرايخستاج الألمانى على يد النازيين الهتلريين عام 1933 مثل لديه نموذجا ألمانيا للاستيلاء على الحكم والقضاء على الحكم الدستورى البرلمانى المصرى تمهيدا لقيام حكم اشتراكى وطنى معاد لبريطانيا ومنقذا لمصر... غير أن الوقائع المادية البحته لمجريات الامور لا تسند هذا الاتهام.. لماذا.. ؟ لأن الفاعلين لابد أنهم كانوا مجهزين بالمواد الحارقة والسيارات اللازمة والخطة الواضحة لتنفيذ ذلك المخطط الاجرامى في وقت قياسى، حوالى خمس ساعات، لتدمير 400 مؤسسة اقتصادية وغيرها في منطقة وسط القاهرة المترامية الاطراف، ومع العلم الكامل بما سيكون عليه الوضع في محافظة الإسماعيلية يوم 25 يناير 1952 بحيث يكونون في وضع الاستعداد للتنفيذ في اليوم التالي مباشرة.. كل هذه المعطيات لم تكن متوفرة أصلا لحزب مصر الفتاة.. ومن ثم يمكن اعتباره محرضا.. لكن كونه منفذا فهذا شيء آخر تماما فلم يكن يملك كل هذه الأدوات اللازمة للتنفيذ... وفي كتاب الدكتور محمد أنيس عن حريق القاهرة والمنشور عشرون عاما على وقوع الحدث (1972) فان اتهام بريطانيا والسراى جاء «أتوماتيكيا» بغير سند من المنطق العقلانى غير المنحاز... ففى الحريق، لقى تسعة بريطانيين حتفهم في نادى «الترف كلوب» وليس من المعقول قيام المخابرات البريطانية أو عملائها في الداخل إنزال هذه الخسائر البشرية بمواطنين بريطانيين في نادى معروف بشارع عبد الخالق ثروت بوسط القاهرة ويرتاده البريطانيون بصفة اعتيادية... نعم.. لقد كانت بريطانيا مستفيدا حقيقيا من حريق القاهرة وتم لها ما أرادت من إخماد الحركة الوطنية المسلحة ضدها في منطقة قناة السويس المصرية وشعرت بالارتياح لأقالة حكومة الوفد مساء 27 يناير 1952، وهي الحكومة التي ألغت معاهدة 1936 من جانب واحد، وقررت عدم التعاون مع قوات الاحتلال البريطانى الجاثم على أرض مصر وأطلقت أشبال مصر لمنازلة القوات الحربية البريطانية.. تلك كلها كانت عوئئد استفادتها بريطانيا بحريق القاهرة.. لكنها لم تكن المستفيد الأكبر والرئيسى من حرق القاهرة.. ودلالة ذلك أن الذين ظهروا على خشبة المسرح يوم 23 يوليو 1952 لم يكونوا تابعين لبريطانيا من حيث الولاء السياسى والعمالة المباشرة ولم يكن لجهاز المخابرات البريطانية أدنى صله بجمال عبد الناصر ورفاقه من قادة الانقلاب العسكرى في 23 يوليو وهو الأمر الذي سينجلى بعد قليل. اذن اتهام بريطانيا من كاتب يسارى مرموق ينقصه الدليل العلمى على صدق زعمه، فلم يكن لبريطانيا تنظيما سريا مسلحا من المصريين للقيام بنهد المهمة القذره.. صحيح أنها أستأجرت بلطجيا مصريا لاحراق كنيسة السويس المصرية.. لكنها لم تملك تنظيما سريا مسلحا ومختبأ داخل المؤسسة العسكرية ولم تكن بها حاجة لمثل ذلك التنظيم وتحت قيادة الجنرال أرسكين البريطانى نحو 000و80 عسكرى في قاعدة قناة السويس.. هذا الكلام ليس محاولة لتبرئة بريطانيا، فجرائمها في حق شعب مصر وطوال سبعون عاما من الاحتلال تستعصى على الحصر.. لكن اتهام بريطانيا «أتوماتيكيا» انما يضلل الباحثين المنصفين عن الإمساك بتلابيب الفاعلين الحققيين... وجاء اتهام السراى مؤسسا على قيام الملك فاروق بتعيين حافظ عفيفى باشا رئيسا للديوان الملكى وكان وزيرا مفوضا لمصر في لندن في الفترة 1932 – 1934 ومعروفا بميوله المعتدلة ازاء الصراع مع بريطانيا، وكذلك تعيين عمرو باشا بالديوان الملكى وهو السفير الذي استدعته مصر من بريطانيا قبل المحادثات المصرية الإنجليزية وكان يجاهر بآراء اعتبرتها الدوائر الغربية معتدلة.
يقول الدكتور محمد أنيس أن تصرفات الملك فاروق أصابت الحركة الوطنية المصرية بالوجوم ودلالة على توجه السراى للتفاوض مع بريطانيا. ويتخذ من هذين التعينيين ذريعة لالصاق تهمة حريق القاهرة بالسراى (لم يذكر الملك فاروق تحديدا) بعد أن ألصقها ببريطانيا. وحيث أن هي الفاعلة، فلابد وأن السراى متورطة في الحريق أيضا. ثم يدلل على صدقية شهادته «أمام التاريخ وأمام أمتى» كما يقول في صفحة 54 من كتابه، أن الملك فاروق أقام المأدبة الملكية لكبار الضباط العسكريين من الجيش والبوليس لتناول الغداء لاعطاء الفرصة للمجرمين تنفيذ مخططهم الآثم في ظهيرة يوم 26 يناير 1952، وأحتج على ذلك بأن المعمول به في مثل هذه الحفلات أن تكون لتناول العشاء بدلا من الغداء وفي تقديرى أن هذا الاتهام للسراى بالتواطؤ مع بريطانيا باطل من أساسه، فلم يكن الملك فاروق حليفا لبريطانيا في أي وقت منذ جلوسه على عرش مصر عام 1936 وحتى الإطاحة بعرشه في 26 يوليو 1952. وحاصرته القوات البريطانية في قصر عابدين يوم 4 فبراير 1942. وهاجمه بقصره الملكي ضباط انجليز يحملون المدافع الرشاشة وأنذروه بالإطاحة بعرشه ان لم يستجب لمطالبهم. بل لم يكن صديقا لبريطانيا وكان مثل بقية المصريين يرغب في انتصار ألمانيا الهتلرية على الجيوش البريطانية.. ولما لا وقد كان ملكا لدولة ما زالت بريطانيا تدنس أرضها وتهدده بالإطاحة عن عرشه ولاتكف عن التدخل في أدق الشئون الداخلية المصرية... لقد كانت مصر كالحمل الوديع بين أنياب أسد بريطانى عجوز ما زالت لديه من أسباب القوة الكثير وصقر أمريكي جارح يتطلع لميراث عظيم أملته نتئئج الحرب العالمية الثانية. ويحاول كل من الأسد والصقر التهام الفريسة. لقد تأكد للملك فاروق عدوانية الصقر الأمريكي وحليفه الإسرائيلي في نكبة فلسطين عام 1948.. ولم يكن مستعدا للتنازل عن لقب «ملك مصر والسودان» وما يترتب عليه من كسر وحدة وادى النيل. كان قاسما مشتركا لبريطانيا وأمريكا وإسرائيل تخلى الملك فاروق عن وحدة التاج الملكى على مصر والسودان. كانت لبريطانيا أطماعها الإمبراطورية في أفريقيا تعويضا عن الهند وكانت لإسرائيل أهدافا توسعية في القارة الأفريقية باعتبارها رأس حربة الإمبراطورية الأمريكية الصاعدة.. تلاقت المصالح الاستعمارية كلها على فصل مصر عن السودان.. ثم تقطيع أوصال السودان في مرحلة لاحقة وهو ما يحدث هذه الايام وساعة كتابة هذه السطور في دارفور وغير دارفور.. لذلك قد يكون تعيين حافظ عفيفي باشا وعمرو باشا بالديوان الملكى وسيله من الوسائل الدبلوماسية الملكية أراد بها الملك فاروق مد بعض الجسور مع بريطانيا – العدو اللدود – في مواجهة الصقر الجارح أمريكا وربيبتها إسرائيل. ولايمكن اعتبار ذلك خيانة ملكية للاهداف الوطنية المصرية.. لقد كان ملكا في قارب تتقاذفه العواصف الهوجاء.. وقد يلجأ قائد المركب لتعديل الشراع قليلا حتى ينقذ مركبه من عاصفه شديدة آتية.. لذلك فان اتهام الدكتور محمد أنيس للسراى بالتواطؤ في جريمة قذره كهذه انما يأتى جزافا.. بل تعتيما يساريا على مجريات أحداث 26 يناير 1952 إذ بعد ستة أشهر بالتمام والكمال، يغادر الملك فاروق المملكة المصرية في 26 يوليو 1952 ويرافقه سيادة السفير الأمريكي المستر كافرى إلى اليخت الملكى «المحروسة» حيث تنطلق به إلى منفاه في إيطاليا في 26 يوليو 1952. عاد كافرى أكبر المنتصرين. وفي اليوم نفسه، ذهب ملك البلاد، أكبر الخاسرين
قالب:Squote ]]